# Vodník (seriál)
Vodník je česká kriminální televizní minisérie, v pořadí čtvrtá z cyklu Detektivové od Nejsvětější Trojice od autora Michala Sýkory. Premiéra úvodního dílu proběhla na stanici ČT1 31. března 2019.

## Obsazení
| Klára Melíšková         | mjr. Marie Výrová    |
| Václav Neužil           | Petr Třebovický      |
| Lenka Krobotová         | Hana Kolihová        |
| Zuzana Stivínová mladší | Magdalena Třebovická |
| Marika Procházková      | Lenka Havlíková      |
| Miroslav Hanuš          | Ota Třebovický       |

## Děj
Policistka Marie Výrová ve svém volném čase vyšetřuje, z důvodu znepokojujícího svědectví aktérky, dávného zapomenuté neštěstí. Jde o policií dávno uzavřený případ vraždy malého dítěte na olomoucké periferii, která se odehrála před více než dvaceti pěti lety. Příběh Vodníka se odehrává ve dvou časových rovinách: v časech těsně před revolucí na konci osmdesátých let a v současnosti.

## Seznam dílů
| Pořadí | Název     | Režie       | Scénář                          | Datum premiéry  | Sledovanost (v mil. diváků) |
| ------ | --------- | ----------- | ------------------------------- | --------------- | --------------------------- |
| 1      | Díl první | Viktor Tauš | Petr Jarchovský a Michal Sýkora | 31. března 2019 | 1,066                       |
| 2      | Díl druhý | Viktor Tauš | Petr Jarchovský a Michal Sýkora | 7. dubna 2019   | 1,020                       |
| 3      | Díl třetí | Viktor Tauš | Petr Jarchovský a Michal Sýkora | 14. dubna 2019  | 1,233                       |